# Ludwich Moritz Gottschalk
Ludwich Moritz Gottschalk  was een Duitse speelgoedfabrikant, zoon van Carl Gottlieb Gottschalk die het beroep van mijninspecteur uitoefende in het Ertsgebergte. 
Ludwich begon in Marienberg in Saksen een boekbinderij. Door zijn kennis van karton kwam hij op het idee om van geperst karton speelgoedhelmen te gaan maken. Het verkoopsucces groeide uit in het vestigen in 1873 van een speelgoedfabriek in Marienberg waar hij begon met het maken van poppenhuizen, poppenkasten, poppenwinkels, poppenkeukens en alle artikelen die in dergelijke poppenhuizen konden worden opgesteld.
Dit werd zo een succes dat hij 1875 al tweehonderd mensen in dienst had en hij showrooms kon vestigen in Parijs, Amsterdam en Londen. Gottschalk overleed in 1905. De zaak werd voortgezet door zijn zoon Moritz Gottschalk (1892-1931)